# Robert Rapljenović
Robert Rapljenović (Frankfurt na Majni, 8. kolovoza 1979.), hrvatsko-njemački katolički svećenik, crkveni povjesničar i teolog Istočnog bogoslovlja. Bio je izvanredni docent na Filozofsko-teološkom institutu Družbe Isusove i rektor Grkokatoličkog sjemeništa u Zagrebu. 

## Životopis
Nakon školovanja diplomira informatiku na Tehničkom sveučilištu u Darmstadtu (2005.) sa specijalizacijom studije Socijalne etike i teologije. Uz to završava studiju filozofije i crkvene povijesti na Filozofsko-teološkoj veleučilište Sankt Georgen (Družbe Isusove) u Frankfurtu na Majni.
Kao grkokatolički bogoslov svršava studiju teologije na Filozofsko-teološkom institutu Družbe Isusove u Zagrebu. 2010. godine biva rukopoložen od biskupa Nikole Kekića za svećenika Križevačke eparhije. 
Nakon djelovanja u Žumberačkim župama Sošice i Kašt, kao teološki urednik i voditelj emisija Iz baštine grkokatolika, Bogatstvo u različitnosti i Ex oriente lux na Radiju Marija te kao član Vijeća HBK za život i obitelj postaje repetitor (voditelj akademske izobrazbe) u međunarodnoj i međukonfesijskoj bogosloviji Collegium Orientale Eichstätt.
2019. doktorira na Katoličkom sveučilištu u Eichstättu teologiju i objavljuje 2020. doktorsku radnju na temu Crkvene povijesti. Postaje prvi oženjen rektor Grkokatoličkog sjemeništa u Zagrebu 2019. godine. Nakon potresa u Zagrebu i prekida rada sjemeništa vraća se krajem 2020. godine u Collegium Orientale Eichstätt.
Od godine 2021. postaje vodeći repetitor u bogosloviji Collegium Orientale. Hirotesijom biskupa Milana Stipića promaknut 2021. u čin protojereja stavrofora.

## Znanstveno-nastavni rad
U crkvenoj povijesti bavi se cjelinama Papinstvo, Habsburška monarhija, pravoslavne i grkokatoličke Crkve te odnosima crkva-država i crkva-nacija. U svojim transnationalnim usporednim projektima istražuje arhive npr. Svete stolice, Italije, Austrije, Ukrajine, Hrvatske, Srbije, Mađarske. Predavao je u području povijest papinstva u novom vijeku. Važno težište istraživanja je povijest Križevačke eparhije.
Drugi naglasak akademskog rada je Istočno bogoslovlje. Objavljuje posebno iz područja istočne duhovnosti s naglaskom na suvremenu duhovnost i teologiju isihazma i drži uz akademska predavanja duhovne vježbe noetičke molitve (od grč. νοῦς). Zastupa grkokatoličku sintezu crkveni otaca i primjera suvremene isihastičke teologije (John Romanides, Hierotheos Vlachos i Naum Ilievski). Predavao je liturgiju i tipikon, istočnu duhovnost, pravoslavnu teologiju i crkveno pjevanje. Kao vodeći repetitor prati doktorande i studente licencije u znanstvenom radu u suradnji profesora Katoličkog sveučilišta Eichstätt-Ingolstadt i savjetuje kao istočni teolog razna katolička crkvena vijeća.